# Lenaert Nicasius

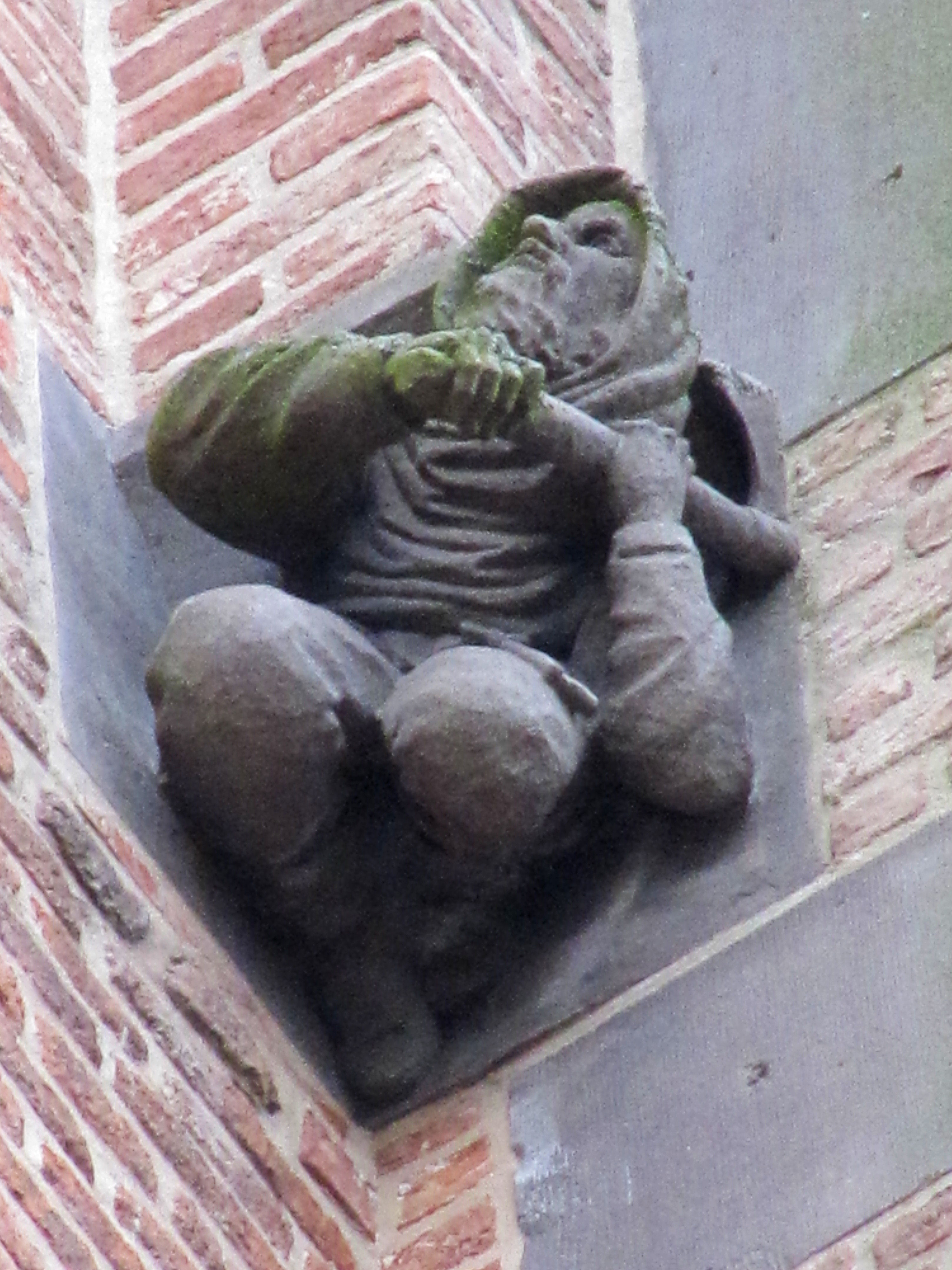
Lenaert Nicasius is uitgebeeld in een van de twaalf consoles aan de Onze-Lieve-Vrouwetoren; beeld van Ton Mooy

Lenaert Nicasius (wrsch. Ameide, ca 1600 - Amersfoort, ca. 1658) was een stadstimmerman in Amersfoort. Hij is vooral bekend geworden door zijn heldhaftig optreden tijdens de brand in de Onze-Lieve-Vrouwetoren in februari 1651.
Zijn naam wordt ook gespeld als Lennaert of Leenaert, en soms ook als Leendert of Leonard. De achternaam wordt soms gespeld als Nicasiusz.

## Biografie
Toen Lenaert Nicasius op 5 juli 1619 het burgerschap van Amersfoort aanvroeg en verkreeg, was hij afkomstig uit Ameide. Hij werd vermoedelijk rond 1600 geboren. 
Hij trouwde op 15 juni 1619 met Ytgen Aertsdr. Uit dit huwelijk werd in 1622 geboren de zoon Nicasius Lenaerts. Deze zou zijn vader opvolgen als stadstimmerman.
Lenaert Nicasius kocht in 1632 het huis dat tegenwoordig bekend is als Krommestraat 37, op de hoek van het verbindingsstraatje met de Hof, tegenwoordig bekend als “Achter het oude Stadhuis”. Lenaert betaalde er 2000 gulden voor aan de vorige eigenaar, Diderick van Rijnensteyn.
Toen Lenaert in 1654 zich wat terugtrok uit zijn werk als stadstimmerman en het leeuwendeel van het werk aan zijn zoon Nicasius Lenaerts overliet, transporteerde hij het huis in de Krommestraat aan hem en zijn vrouw. De koopsom was toen 2100 gulden.
Lenaert Nicasius overleed vermoedelijk in 1658.

## Stadstimmerman
Lenaert Nicasius was (net als Peter Woutersz van Lockhorst) aangesteld als stadstimmerman. Bij alles wat er van stadswege in Amersfoort werd gebouwd, gerestaureerd of gerenoveerd waren hij en Peter Woutersz betrokken.
Lenaert Nicasius verrichtte ook werk voor particulieren. Zo verbouwde hij in 1644 samen met de metselaar Gerrit Jansz een huis op de Hof (tegenwoordig nr. 32) in opdracht van Jan Jansz de Vlieger en Magdalena Tijmsdr. De werkzaamheden van Lenaert Nicasius werden begroot op 150 gulden en die van Gerrit Jansz op 85 gulden.
Lenaert Nicasius is vooral bekend geworden als redder van de Onze-Lieve-Vrouwetoren in 1651.
Op vrijdag 7 februari sloeg de bliksem in de torenspits en brak er brand uit. Die kon door het moedige ingrijpen van Lenaert Nicasius worden bedwongen.
Dit optreden leverde hem een jaargeld op. Hij werd bovendien vereeuwigd door Jacob van Campen.
Op 5 sept. 1899 besloten de “vroede mannen” van Amersfoort een straat naar Lenaert Nicasius te vernoemen. Die heette aanvankelijk Nicasius-straat. Later - op 27 januari 1914 - is de naam veranderd in Leenaert Nicasiusstraat. Toen kreeg ook de Leenaert Nicasiusdwarsstraat haar naam.
Ten slotte is sinds 2012 een prijs naar Lenaert Nicasius genoemd.

## De brand van 7 februari 1651
Vrijdag 7 februari 1651 sloeg de bliksem in de torenspits van de Onze-Lieve-Vrouwekerk. Volgens Joost van den Vondel in De Nachtegael van Amisfort het werk van Gods hand:
Godts hant beproeft de Bruit van d'Eem, als Godst verkoren,

Door 't water van den Rijn, als 't sneeuw te snel ontdoit;

Hy treft door 't vier de kroon van haeren schoonen toren,

Nu heerelijkck herbouwt, en in den top voltoit.

De hemel wil haer lang voor vier en vloet beschutten.

Zy sta, en help'den Staet der goude vryheit stutten.
Van Rootselaar, de eerste gemeentearchivaris van Amersfoort, die in 1877 over Lenaert Nicasius schreef, citeert een archiefstuk:
Den 7den Februari, des voernoens even nae thyen uyren, heeft de plaegende en 

„opgeheven handt van Godt door wyndt, sneeuw, donder en blixem het spits van L. 

„Vrouwen toorn geraeckt en in brandt gestoocken, omme welcken brandt te slissen 

„Lenert Nicasius, timmerman, goede plichten heeft gedaen, klimmende door het luyk 

„van bovenste loodesolder uyt, allwaer hij rondom van de brandende styllen omcingelt 

„stondt, sulx dat syn klederen van syn lyf verbranden en seer vant smeltende lood als 

„met sneeuw bedropen wierdt, doch echter heeft door Godts goedheyt den brandt vorder 

gesteuijt."

van Rootselaar vervolgt: “Nicasius kreeg den 24sten Februari, 1651, tot recompensie, boven een vereering van 50 Car. guld., een nieuw kleed, benevens een lyfpensioen insgelijks van vijftig Car. guld., in te gaen den 7den Febr. 1651. Reeds in 1658, 4 Jan. wordt vermeld, dat hij overleden was.”
Lenaert kreeg niet alleen een vergoeding voor zijn beschadigde kleding, en een pensioen van 50 gulden per jaar, maar ook kreeg zijn zoon Nicasius het recht om zijn vader op te volgen als stadstimmerman.
Overigens had Lenaert de gevaarlijke klus niet alleen geklaard. Hij werd geholpen door zeven andere dappere kerels, die ook ieder een beloning ontvingen.

## Het schilderij van Jacob van Campen
In 1899 schrijft Van Rootselaar: “Op het Raadhuis, in de Burgemeesterskamer, hangt het prachtig portret van Leonard Nicasius, geschilderd door de meesterhand van onzen grooten stadgenoot, Jacob van Campen, den bouwmeester van 't achtste wonder”.
Onderaan het schilderij bevindt zich een schild met daarop de volgende tekst:
Nicasius alto pectus inflatus Deo,
Ignes Olympi perdomat forti manu.
Urbi salutem gloriam quaerens sibi,
Hunc arte pingens Campius caelo sacrat.
De toren Gods onstack dees Toren,
doch Godt, Leent 't hert (op dat verloren/ niet gae) Nicaes, die blust de vlam.
hem loff, dies 't beelt van Campen quam.
Den 7 februarij 1651
vrijdaghs omtrent Half elf
Des Morgens.
Vrij vertaald staat in de latijnse regels: Nicasius kreeg moed van God, en bedwong het Olympisch vuur met sterke hand. Hij dacht alleen aan het heil en de eer van zijn stad, en daarom eert Van Campen hem met een schilderij.

## Lenaert Nicasiusspeld
De Lenaert Nicasiusspeld is een gemeentelijke onderscheiding, die sinds 2012 wordt toegekend als blijk van waardering aan personen die zich maatschappelijk of op sociaal gebied verdienstelijk maken voor Amersfoort.